# Saga Amurg: Eclipsa
Saga Amurg: Eclipsa sau simplu Eclipsa, (în original The Twilight Saga: Eclipse), este un film fantastic-romantic din 2010, bazat pe romanul lui Stephenie Meyer, Eclipsa, lansat in 2007. Este cel de-al treilea film al seriei Amurg ,precedat de Amurg (2008) și Luna noua (2009). Summit Entertainment a aprobat proiectul filmului în februarie 2009. Coordonați de regizorul David Slade, actorii Kristen Stewart, Robert Pattinson și Taylor Lautner iși reiau rolurile de Bella Swan, Edward Cullen și respectiv Jacob Black. Melissa Rosenberg, cea care a scris scenariile și pentru filmele anterioare,iși reia,de asemenea, rolul de scenaristă. Filmarile au început pe 17 august 2009, la Vancouver Film Studios și au fost terminate la sfârșitul lui octombrie, post-productia începând la începutul lunii viitoare. Bryce Dallas Howard a fost distribuită drept Victoria, înlocuind-o pe Rachelle Lefevre, actrița care a jucat în filmele precedente.

## Povestea
În Seattle,nu departe de Forks, Victoria(Bryce Dallas Howard)îl ataca și îl mușcă pe Riley Biers(Xavier Samuel),începand să creeze o armata de noi-nascuți cu el. Înapoi în Forks,Edward Cullen(Robert Pattinson)și Bella Swan(Kristen Stewart) discută despre complicațiile de a deveni un vampir nemuritor. La 18 ani, cu un an mai mare decât Edward când a fost transformat în vampir, Bella iși prezintă aversiunea față de ideea de a se mărita atât de tânără, chiar dacă Edward refuză să o schimbe în vampir pana ei nu se căsătoresc,argumentul lui fiind faptul că ea ar trebui să simta toate experiențele umane,pe care altfel le-ar pierde. În timp ce Charlie Swan(Billy Burke) investighează dispariția lui Riley Biers, Edward suspectează că dispariția sa a fost cauzată de noi-nascuți vampiri. Suspiciunile sale au fost încurajate de intrarea lui Riley în camera Bellei,furându-i câteva haine.
Deși Edward se teme pentru siguranța ei, Bella insistă că Jacob Black (Taylor Lautner) și restul haitei de varcolaci nu ar răni-o,dar Edward nu este încă convins.Bella pleacă în La Push să-l vadă pe Jacob și se întoarce acasă teafără. Într-una din vizitele ei, Jacob îi marturisește ca încă o iubește și o sărută forțat. Furioasă, ea îl lovește și își rupe mana,iar Edward îi spune lui Jacob că o poate săruta doar dacă ea dorește. Bella revocă invitația lui Jacob și a celorlalți membri din haită la petrecerea ei de absolvire, dar când Jacob se scuză pentru comportamentul său, ea îl iartă.
Între timp, Alice (Ashley Greene) are o viziune în care armata de noi-nascuți atacă Forks-ul,conduși de Riley Biers. Jacob,acompaniat de Quil(Tyson Houseman) și Embry(Kiowa Gordon) se ocupă de această situație și leagă o alianță între Culleni și haita de vârcolaci. Mai târziu, Cullenii și lupii sunt de acord să se întâlnească într-un loc și să discute strategia. În timpul antrenamentului,Jasper (Jackson Rathbone) îi explică Bellei că el a fost creat de o femeie-vampir,numita Maria, cu scopul de a controla o armata de noi-nascuți. El a urât la început faptul ca era vampir până a cunoscut-o pe Alice și s-a alăturat Cullenilor. Bella înțelege adevărata relație dintre o pereche de vampiri și îl ințelege pe Jasper mai bine. În ciuda rezistenței sale împotriva căsătoriei, Bella realizează că trăind o eternitate cu Edward e mult mai important pentru ea decât orice altceva și acceptă să se căsătorească cu el. Edward și Bella își ridică cortul pe munte,pentru a o ascunde pe Bella de însetații noi-nascuți. În timpul nopții, Bella aude o conversație între Edward și Jacob, în care iși pun deoparte ura reciprocă,temporar.Dimineață, Jacob îi aude pe Edward ți Bella discutând despre logodna lor și pleacă, furios. Bella,disperată, îl roaga să o sărute,și realizează ca ea s-a îndrăgostit de el. Edward află despre sărut, dar nu este supărat,deoarece Bella îi spune că ea îl iubește pe el mai mult decât pe Jacob.
Când apare Victoria,Edward o ucide,în timp ce Seth îl omoară pe Riley. Cullenii și vârcolacii din tribul Quileute, între timp, îi distrug "armata" Victoriei, când ce Jacob este rănit în timp ce o salva pe Leah Clearwater de un nou-născut. Câțiva membri din poliția vampirilor găsesc pe nou-născuta Bree Tanner (Jodele Ferland),care a refuzat să lupte și i s-a predat lui Carlisle. Jane (Dakota Fanning) o torturează pe Bree pentru a afla informații, apoi Felix o omoară, țn ciuda eforturilor Cullenilor de a o păstra. Când Jane observă că Caius va găsi interesant faptul că Bella încă este om, Bella îi informează că data transformării ei a fost fixată. Bella îl vizitează pe rănitul Jacob să-i spună că ,chiar dacă ea este indrăgostită de el, ea l-a ales pe Edward. Întristat de alegerea ei, Jacob acceptă,fără tragere de inimă, să nu mai încerce să intervină între ea și Edward.
Bella și Edward merg în poiana lor, unde ea îi spune că a decis să facă lucrurile în felul lui: se căsătoresc,fac dragoste,iar apoi o transformă într-un vampir. Ea de asemenea îi explică că ea niciodată nu a fost normală și niciodată nu va fi; ea s-a simțit "pe lângă" toată viața ei, dar atunci când este cu Edward ea se simte mai puternică și completă. La sfârșitul filmului, ei decid să-i spună lui Charlie despre logodna lor.

## Distribuție
Actori principali
Vezi si : Lista personajelor din Amurg
- Kristen Stewart  ca și Bella Swan , care se găsește în pericol de răzbunătorul vampir Victoria.Între timp, ea trebuie să aleagă între iubirea ei pentru vampirul Edward Cullen și prietenia ei cu vârcolacul Jacob Black.
- Robert Pattinsonca și Edward Cullen, vampirul iubit al Bellei care este capabil să citească minți, exceptând mintea Bellei. În Lună Nouă, Edward o părăsește pe Bella, iar acum s-a întors să încerce să stea cu ea toată viața ei.
- Taylor Lautner ca și Jacob Black, un vârcolac în care Bella a găsti protecție cât Edward a fost plecat în Lună Nouă. Acum,Edward s-a întors în viața Bellei permanent,iar Jacob caută căi să-i demonstreze Bellei că el este o alegere mai bună pentru ea.

Actori secundari
- Peter Facinellica și Carlisle Cullen,
- Elizabeth Reaserca și Esme Cullen
- Ashley Greene ca și Alice Cullen
- Kellan Lutz ca și Emmett Cullen
- Nikki Reed ca și Rosalie Hale
- Jackson Rathbone ca și Jasper Hale
- Billy Burke ca și Charlie Swan
- Bryce Dallas Howard ca și Victoria
- Dakota Fanning ca și Jane
- Cameron Bright ca și Alec
- Xavier Samuel ca și Riley Biers
- Jodelle Ferland ca și Bree Tanner
- Sarah Clarke ca și Renee Dwyer
- Anna Kendrick ca și Jessica Stanley
- Michael Welch ca și Mike Newton
- Catalina Sandino Moreno ca și Maria (nu apare in credite)

## Premii și nominalizări
| An   | Ceremonie                                       | Premiu                                                                                    | Rezultat     |
| ---- | ----------------------------------------------- | ----------------------------------------------------------------------------------------- | ------------ |
| 2010 | National Movie Awards                           | Most Anticipated Movie Of The Summer                                                      | Câștigat     |
| 2010 | Teen Choice Awards                              | Choice Summer: Movie                                                                      | Câștigat     |
| 2010 | Teen Choice Awards                              | Choice Summer Movie Star - Female: Kristen Stewart                                        | Câștigat     |
| 2010 | Teen Choice Awards                              | Choice Summer Movie Star - Male: Robert Pattinson                                         | Câștigat     |
| 2010 | Teen Choice Awards                              | Choice Movie Actor: Fantasy : Taylor Lautner                                              | Câștigat     |
| 2010 | Teen Choice Awards                              | Choice Summer Movie Star - Male: Taylor Lautner                                           | Nominalizare |
| 2010 | Teen Choice Awards                              | Choice Love Song: Neutron Star Collision (Love Is Forever)                                | Nominalizare |
| 2010 | Scream Awards                                   | The Ultimate Scream                                                                       | Nominalizare |
| 2010 | Scream Awards                                   | Best Fantasy Movie                                                                        | Câștigat     |
| 2010 | Scream Awards                                   | Best Fantasy Actress: Kristen Stewart                                                     | Câștigat     |
| 2010 | Scream Awards                                   | Best Fantasy Actor: Robert Pattinson                                                      | Câștigat     |
| 2010 | Scream Awards                                   | Best Fantasy Actor: Taylor Lautner                                                        | Nominalizare |
| 2010 | Scream Awards                                   | Best Breakthrough Performance - Male: Xavier Samuel                                       | Nominalizare |
| 2010 | Nickelodeon Australian Kids' Choice Awards 2010 | Favourite Movie                                                                           | Câștigat     |
| 2010 | Nickelodeon Australian Kids' Choice Awards 2010 | Favorite Movie Star: Kristen Stewart                                                      | Nominalizare |
| 2010 | Nickelodeon Australian Kids' Choice Awards 2010 | Favorite Movie Star: Robert Pattinson                                                     | Nominalizare |
| 2010 | Nickelodeon Australian Kids' Choice Awards 2010 | Favorite Movie Star: Xavier Samuel                                                        | Nominalizare |
| 2010 | Nickelodeon Australian Kids' Choice Awards 2010 | Hottest Hottie: Taylor Lautner                                                            | Nominalizare |
| 2010 | Nickelodeon Australian Kids' Choice Awards 2010 | Fave Kiss: Kristen Stewart & Robert Pattinson                                             | Nominalizare |
| 2010 | Nickelodeon Australian Kids' Choice Awards 2010 | Fave Kiss: Kristen Stewart & Taylor Lautner                                               | Nominalizare |
| 2010 | Brazilian Kids' Choice Awards 2010              | Couple of the Year : Kristen Stewart & Robert Pattinson                                   | Câștigat     |
| 2010 | American Music Awards                           | Favorite Soundtrack                                                                       | Nominalizare |
| 2010 | Satellite Awards                                | Best Original Song: Eclipse (All Yours)                                                   | Nominalizare |
| 2010 | Satellite Awards                                | Best Original Song: What Part of Forever                                                  | Nominalizare |
| 2011 | People's Choice Awards                          | Favorite Movie                                                                            | Câștigat     |
| 2011 | People's Choice Awards                          | Favorite Drama Movie                                                                      | Câștigat     |
| 2011 | People's Choice Awards                          | Favorite Movie Actress: Kristen Stewart                                                   | Câștigat     |
| 2011 | People's Choice Awards                          | Favorite Movie Actor: Robert Pattinson                                                    | Nominalizare |
| 2011 | People's Choice Awards                          | Favorite Movie Actor: Taylor Lautner                                                      | Nominalizare |
| 2011 | People's Choice Awards                          | Favorite On-Screen Team: Kristen Stewart, Robert Pattinson and Taylor Lautner             | Câștigat     |
| 2011 | Grammy Awards                                   | Best Compilation Soundtrack Album for a Motion Picture, Television, or Other Visual Media | Nominalizare |
| 2011 | Golden Raspberry Awards                         | Worst Picture                                                                             | Nominalizare |
| 2011 | Golden Raspberry Awards                         | Worst Director: David Slade                                                               | Nominalizare |
| 2011 | Golden Raspberry Awards                         | Worst Actor: Taylor Lautner                                                               | Nominalizare |
| 2011 | Golden Raspberry Awards                         | Worst Actor: Robert Pattinson                                                             | Nominalizare |
| 2011 | Golden Raspberry Awards                         | Worst Actress: Kristen Stewart                                                            | Nominalizare |
| 2011 | Golden Raspberry Awards                         | Worst Screenplay: Melissa Rosenberg                                                       | Nominalizare |
| 2011 | Golden Raspberry Awards                         | Worst Prequel, Remake, Rip-Off or Sequel                                                  | Nominalizare |
| 2011 | Golden Raspberry Awards                         | Worst Screen Ensemble                                                                     | Nominalizare |
| 2011 | Golden Raspberry Awards                         | Worst Supporting Actor: Jackson Rathbone                                                  | Câștigat     |
| 2011 | Kids' Choice Awards                             | Favorite Movie Actress: Kristen Stewart                                                   | Nominalizare |
| 2011 | MTV Movie Awards                                | Best Movie                                                                                | Câștigat     |
| 2011 | MTV Movie Awards                                | Best Female Performance: Kristen Stewart                                                  | Câștigat     |
| 2011 | MTV Movie Awards                                | Best Male Performance: Robert Pattinson                                                   | Câștigat     |
| 2011 | MTV Movie Awards                                | Best Male Performance: Taylor Lautner                                                     | Nominalizare |
| 2011 | MTV Movie Awards                                | Best Breakout Star: Xavier Samuel                                                         | Nominalizare |
| 2011 | MTV Movie Awards                                | Best Fight: Robert Pattinson, Bryce Dallas Howard and Xavier Samuel                       | Câștigat     |
| 2011 | MTV Movie Awards                                | Best Kiss: Kristen Stewart & Robert Pattinson                                             | Câștigat     |
| 2011 | MTV Movie Awards                                | Best Kiss: Kristen Stewart & Taylor Lautner                                               | Nominalizare |
| 2011 | 37th Saturn Awards                              | Best Fantasy Film                                                                         | Nominalizare |
| 2011 | Teen Choice Awards                              | Choice Movie: Sci-Fi/Fantasy                                                              | Nominalizare |
| 2011 | Teen Choice Awards                              | Choice Movie Actress: Sci-Fi/Fantasy: Kristen Stewart                                     | Nominalizare |
| 2011 | Teen Choice Awards                              | Choice Movie Actor: Sci-Fi/Fantasy: Robert Pattinson                                      | Nominalizare |
| 2011 | Teen Choice Awards                              | Choice Movie Actor: Sci-Fi/Fantasy: Taylor Lautner                                        | Câștigat     |
| 2011 | Teen Choice Awards                              | Choice Movie Villain: Bryce Dallas Howard                                                 | Nominalizare |
| 2011 | Teen Choice Awards                              | Choice Movie Scene Stealer - Male: Kellan Lutz                                            | Câștigat     |
| 2011 | Teen Choice Awards                              | Choice Movie Scene Stealer - Female: Ashley Greene                                        | Câștigat     |
| 2011 | Teen Choice Awards                              | Choice Movie Liplock: Kristen Stewart & Robert Pattinson                                  | Nominalizare |
| 2011 | Teen Choice Awards                              | Choice Movie Liplock: Kristen Stewart & Taylor Lautner                                    | Nominalizare |
| 2011 | Teen Choice Awards                              | Choice Movie Breakout Star - Male: Xavier Samuel                                          | Nominalizare |
| 2011 | Teen Choice Awards                              | Choice Vampire: Robert Pattinson                                                          | Câștigat     |
| 2011 | Teen Choice Awards                              | Choice Vampire: Nikki Reed                                                                | Nominalizare |
| 2011 | Teen Choice Awards                              | Choice Male Hottie: Robert Pattinson                                                      | Nominalizare |
| 2011 | Teen Choice Awards                              | Choice Male Hottie: Taylor Lautner                                                        | Nominalizare |